# Nothocasis tangens
Nothocasis tangens är en fjärilsart som beskrevs av Eugen Wehrli 1917. Nothocasis tangens ingår i släktet Nothocasis och familjen mätare. Inga underarter finns listade i Catalogue of Life.